# Chuligaństwo

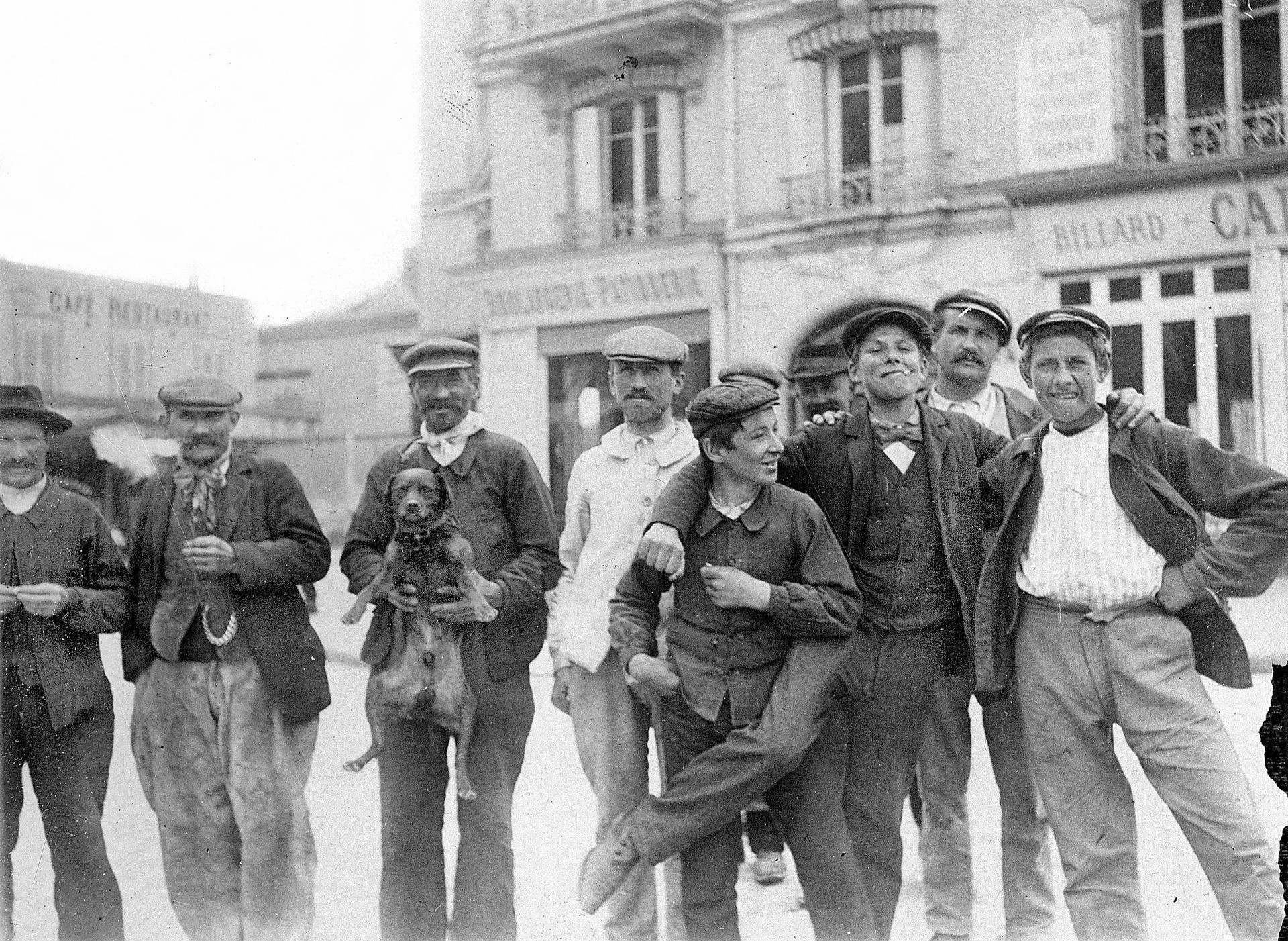
Francuscy chuliganie, Paryż ok. 1900 r.

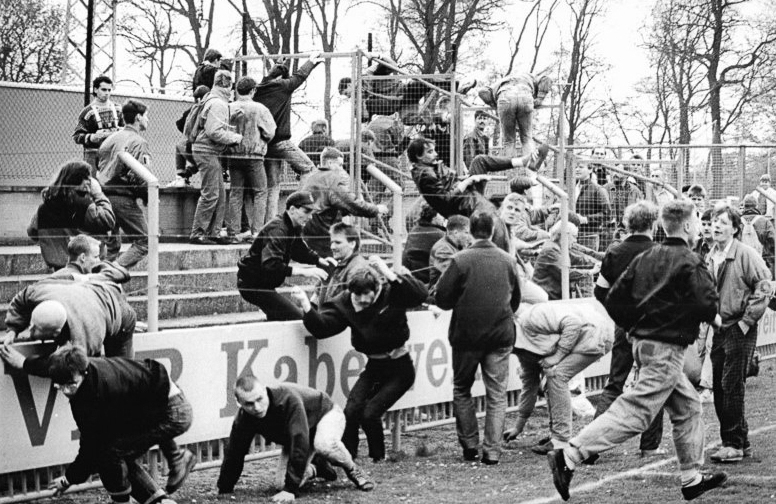
Bójka chuliganów stadionowych (pseudokibiców) w Niemczech, 1990 r.

Chuligaństwo – awanturnictwo, zachowanie charakteryzujące się lekceważeniem norm życia społecznego oraz obowiązującego porządku prawnego najczęściej o charakterze przestępczym.

## Etymologia
Nazwa ta pochodzi od nazwiska drobnych złodziejaszków z irlandzkiej rodziny Hooligan (lub Hoolihan), mieszkających na przełomie XIX i XX wieku w londyńskiej dzielnicy Southwark, z irlandzkiego Ó hUallacháin (“potomek Uallachána”), od uallach („dumny, arogancki”).

## Charakterystyka
Czyny chuligańskie przejawiają się agresywnym naruszaniem zasad bezpieczeństwa, godności i nietykalności cielesnej osób, a także nieposzanowaniu własności prywatnej i dobra społecznego poprzez akty wandalizmu i napady bandyckie. Najczęściej akty te nie mają na celu osiągnięcia bezpośredniej korzyści materialnej, lecz wynikają z aspołecznej motywacji sprawców. Czasami czyny chuligańskie mogą stać się pośrednio elementem wywierania presji na ofiary w celach rabunkowych. Na podstawie badań socjologicznych oraz psychologicznych, a także statystyk policyjnych ustalono, że przestępstw o charakterze chuligańskim najczęściej dopuszczają się młodociani i nieletni znajdujący się pod wpływem alkoholu. Zachowania chuligańskie najczęściej mają także charakter grupowy niż jednostkowy. Chuligani zazwyczaj działają w kilku, kilkudziesięciu osobowych grupach i wykorzystując przewagę fizyczną atakują przypadkowe osoby, pojedynczych przechodniów lub mniejsze grupy chuligańskie. Działanie w fizycznej przewadze daje chuliganom poczucie siły i bezkarności. Jednym z najczęstszych przejawów jest obecnie tzw. „chuligaństwo stadionowe”.

## Historia
Tak przed II wojną światową, jak i po jej zakończeniu określenie to chętnie stosowane bywało przez wszelkiego rodzaju propagandystów w celu zdeprecjonowania grup przeciwników politycznych bądź napiętnowania określonych grup społecznych. Miano chuligana nadawane było niekiedy także przez polityków – tak w pierwszej, jak i w drugiej połowie XX wieku, a nawet czasem i w XXI – politykom, których poglądy i działania budziły szczególny sprzeciw osób, które ich w ten sposób określały.
Od lat 80. XX wieku, podobnie jak w innych krajach, także znaczenie polskiego określenia „chuligan” nieco zmieniło się, choć nie zmieniła się pod tym względem definicja kodeksowa. Coraz częściej było używane w stosunku do osób, które podczas zawodów sportowych, w szczególności w czasie meczów piłkarskich, wykazują skłonność do agresji, lub wręcz ją w sposób fizyczny bądź werbalny stosują w stosunku do fanów drużyny przeciwnej. Czasami atakowani przez chuliganów bywają także zawodnicy drużyny przeciwnej, jednak z reguły chuligani pozostają przy obraźliwych tekstach i przyśpiewkach na jej temat.

## Kodeks karny w Polsce
Ze względu na dużą szkodliwość społeczną czynów o charakterze chuligańskim oraz narastanie zjawiska po wojnie chuligaństwo stało się celem zwalczania go przez systemy prawne wielu państw na świecie. W Polsce w celu zwalczania chuligaństwa pierwsza ustawa została wydana 22.05.1958 roku i przewidywała ona zaostrzenie odpowiedzialności karnej dla sprawców. Ustawa ta włączona została w kolejny Kodeks karny z dnia 19.04.1969 roku.
Obecna definicja chuligaństwa w polskim Kodeksie karnym (w rozdziale XIV, „Objaśnienie wyrażeń ustawowych”, art. 115) występki noszą miano „chuligańskich” jeśli spełniają kryterium opisane w § 21 tego artykułu

Występkiem o charakterze chuligańskim jest występek polegający na zamachu na wolność, na cześć lub nietykalność cielesną, na bezpieczeństwo powszechne, na działalność instytucji państwowych lub samorządu terytorialnego, na porządek publiczny, albo na umyślnym niszczeniu, uszkodzeniu lub czynieniu niezdatną do użytku cudzej rzeczy, jeżeli sprawca działa publicznie i bez powodu albo z oczywiście błahego powodu, okazując przez to rażące lekceważenie porządku prawnego.

Zaliczenie występku do kategorii „chuligańskich” powoduje na ogół obligatoryjne zaostrzenie orzekanej kary lub uniemożliwia zastosowanie jej złagodzenia albo zawieszenia (art. 57a, art. 58, art. 59, art. 69). Skazani wyrokami za czyny chuligańskie zazwyczaj nie są obejmowani również amnestią.